# Frères Pinçon
Pour les articles homonymes, voir Pinçon.
Les Frères Pinçon, parfois notés Frères Pinson, sont des chefs de l'insurrection contre-révolutionnaire et royaliste qui s'est développée en Mayenne en 1793, aussi nommée comme Chouannerie du Bas-Maine. Ils sont connus sous le nom de bande des oiseaux ; originaires de Bourgon, leur famille à ses racines à La Croixille. Leurs actions militaires eurent lieu principalement à l'ouest de l'actuel département. 

## Introduction
À proximité du château de Villiers (Launay-Villiers) - qui abrita Armand-Charles Tuffin, le marquis de La Rouërie pendant plusieurs mois - Bourgon fut « le foyer de la Chouannerie », les frères Pinçon y ayant recruté « de nombreux adhérents ».

## Historique
Les troubles commencèrent bien avant le tirage au sort d'août 1792 à Bourgon. En septembre 1791, le maire, le chirurgien Jean Sauvé, acquéreur de biens nationaux et patriote déclaré, vit le tas de fagots appuyé à sa maison incendié par des inconnus. Au printemps 1792, des individus cassèrent les ardoises de leur maison. Le jour de la Saint-Pierre 1792 (29 juin), en pleine assemblée paroissiale, des esprits échauffés par la boisson s'en prirent à nouveau au maire de Bourgon dont ils saccagèrent la maison. Jean Chouan et les frères Pinçon  - tous connus sous le nom de "bande des oiseaux" - s'installèrent dans le cabaret de François Fortin et supervisèrent les opérations, menées par François Blanchet et Gilles Bertier. Selon les témoignages de l'époque la troupe de Jean Chouan ne comptait ce jour-là que 15 hommes. 
Le tirage au sort des volontaires, du 15 août 1792 au chef-lieu  de canton (Juvigné), s'effectua sans les jeunes de Bourgon, de Saint-Pierre-la-Cour et Launay-Villiers ce qui valut à ces municipalités d'être destituées en bloc, conformément à la loi. Les meneurs de la contestation restèrent donc inconnus jusqu'en juin 1793.
Le 18 juin 1793, après avoir désarmé les patriotes du Bourgneuf, les Pinçon et Cottereau gagnèrent les landes de Saudre et de la Brossinière (ou Brécinière) et y interceptèrent huit soldats républicains qui rentraient de Nantes sur Ernée. Ils en tuèrent un, en blessèrent un autre et firent deux prisonniers.
Bourgon fut signalée « animée d'un mauvais esprit et ayant entraîné les autres ». La compagnie des frères Pinçon  passa sous le commandement de Nicolas Besnier de Chambray et de Joseph de Puisaye en août 1793, puis du vicomte de Pontbriand, après le débarquement de Quiberon (Armée des Chouans de Rennes et Fougères). 
Les trois frères, vivaient travaillant de l'agriculture, au mois d'août 1798.

## Les frères

### Julien Pinçon
Né à Bourgon le 30 janvier 1766, de Julien Pinçon et Perrine Basillais, au lieu-dit "Rouge-Feil", devenu marchand à Laval, décédé en 1811, il n'a pas pu signer sa demande de pension en tant que combattant de l'Armée Catholique et Royale. Il commanda avec son frère Jean la compagnie de Bourgon et se joignit avec lui à la colonne de Pontbriand. Nous ne possédons de lui qu'un seul signalement: taille d'environ 5 pieds et visage marqué de petite vérole. En 1799, blessé par une balle à l'épaule, il restera frappé d'une ankylose, sera réformé et se mariera en 1809. Individu d'une rare sauvagerie, il a participé à de nombreuses affaires (il était à la Brossinière le 18 juin 1793), embuscades et massacres notamment contre les diligences circulant sur la route royale de Laval à Vitré. Marchand rue de Paris à Laval, il abandonne Renée Régerault, sa femme depuis deux ans, et sa fille Rosalie pour aller mourir, le 3 janvier 1811, à Châlon-du- Maine.

### René Jean Pinçon
Né à Bourgon le 3 septembre 1771, frère du précédent, est pratiquement toujours prénommé "René-Pierre". Laboureur à Rouge-Feil en Bourgon. Se marie le 29 pluviose an VI (17 février 1798) à Bourgon avec Perrine Baron. Il ne semble pas avoir pris une part aussi active au conflit que ses frères. Une demande de pension pour services rendus à la cause royale est néanmoins déposée par sa veuve en 1824, toujours au nom de "René Pierre Pinçon", décédé le 5 avril 1821.

### Jean Julien Pinçon
Frère des précédents, né à Bourgon le 2 juin 1774, laboureur, il commanda avec son frère Julien la compagnie de Bourgon et se joignit avec eux à la colonne de Pontbriand. Le 20 septembre 1793, occupé à faucher un champ de sarasin à la ferme de "La Rivière", il est arrêté comme réfractaire de la levée du 15 août 1792 et emprisonné à Ernée. Il sera libéré par l'armée Vendéenne. Devenu laboureur à Rouge-Feil, il participera à la tentative d'Insurrection royaliste dans l'Ouest de la France en 1832. Décède subitement le 1er novembre 1834.

### Pierre Jacques Pinçon
Il n'est pas le frère des précédents, mais un lointain cousin, issu du mariage de Gervais Pinçon et de Julienne Juvault, né à Bourgon le 2 octobre 1775, maçon à Vitré. Mort à Vitré le 1er mai 1837.

## Source partielle
- « Frères Pinçon », dans Alphonse-Victor Angot et Ferdinand Gaugain, Dictionnaire historique, topographique et biographique de la Mayenne, Laval, A. Goupil, 1900-1910 [détail des éditions] (BNF 34106789, présentation en ligne)